# Mińsk-Arena
Mińsk-Arena, oficjalnie Multidyscyplinarny kompleks kulturalno-sportowy „Mińsk-Arena“ (ros. Многопрофильный культурно-спортивный комплекс «Минск-Арена», trb. Mnogoprofiłnyj kułturno-sportiwnyj kompleks „Mińsk-Arena“; biał. Шматпрофільны культурна-спартыўны комплекс „Мінск-Арэна“, trb. Szmatprofiłny kułturna-spartyunyŭny kompleks „Mińsk-Arena“), skrótowo MKKS Mińsk-Arena (ros. МКСК «Минск-Арена», trb. MKSK „Mińsk-Arena“; biał. ШКСК „Мінск-Арэна“, trb. SzKSK „Mińsk-Arena“) – kompleks widowiskowo-sportowy w Mińsku na Białorusi. 

## Wyposażenie
Główny budynek mieści halę widowiskowo-sportową o pojemności 15 000 widzów. W hali od 2008 roku znajduje się welodrom. Może pomieścić 2000 widzów. Długość toru kolarskiego wynosi 250 m, a jego nawierzchnia wykonana jest z drewna świerka syberyjskiego.  W lutym 2013 roku w welodromie zostały rozegrane mistrzostwa świata w kolarstwie torowym. W czerwcu 2019 roku obiekt gościł konkurencje kolarstwa torowego w ramach II Igrzysk Europejskich. Welodrom połączony jest on bezpośrednio z krytym stadionem łyżwiarskim (otwartym 30 stycznia 2010 roku). Hala widowiskowo-sportowa połączona jest z torem łyżwiarskim poprzez podziemne przejście. Obiekt powstał jako pierwszy kryty tor łyżwiarski na Białorusi. Długość toru wynosi 400 m, a trybuny areny mogą pomieścić 3000 widzów. Wewnątrz toru znajdują się dodatkowe lodowiska, dzięki czemu hala przystosowana jest również do uprawiania curlingu, łyżwiarstwa figurowego czy hokeja na lodzie. W budynku znajdują się także, unikalne w skali kraju, pomieszczenia wyposażone w urządzenia do wytwarzania niskiego ciśnienia atmosferycznego oraz deficytu tlenowego, dzięki czemu można w nich trenować w warunkach zbliżonych do klimatu wysokogórskiego.

## Budowa i funkcjonowanie
Oficjalnego otwarcia dokonano 30 stycznia 2010 roku, w tym samym dniu w hali rozegrano inauguracyjne spotkanie hokejowe – Mecz Gwiazd KHL ligi KHL. Jakkolwiek wcześniej drużyna Dynama Mińsk rozegrała w Mińsk-Arenie w styczniu 2010 roku trzy mecze ligowe. Mińsk-Arena powstała na podstawie dekretu prezydenta Białorusi Aleksandra Łukaszenki z grudnia 2005 roku o budowie multidyscyplinarnego kompleksu sportowego w stolicy kraju. Prace budownicze rozpoczęto wiosną 2006 roku. Pierwszy mecz hokejowy na Mińsk-Arenie odbył się 26 grudnia 2009, kiedy to odbyło się próbne wypełnienie trybun widzami - mecz zagrały dwie młodzieżowe drużyny – Mińskiej Szkoły Sportowej oraz szkoły hokejowej Junost. Średnica areny wzdłuż zewnętrznego pierścienia w osiach kolumn wynosi 128 m, a średnica hali widowiskowej 116 m. Budynek ma konstrukcję żelbetową monolityczną z płaskimi stropami masywnymi monolitycznymi.  
W hali swoje upamiętnienie ma Galeria Sławy białoruskiego hokeja na lodzie, założona w 2012 roku. Jako pierwszy został do niej przyjęty pośmiertnie Rusłan Salej, który zginął 7 września 2011 w katastrofie samolotu pasażerskiego JAK-42 w pobliżu Jarosławia. Wraz z drużyną Łokomotiw Jarosław udawał się do Mińska na inauguracyjny mecz ligi KHL sezonu 2011/12 z Dynama Mińsk. W ceremonii 10 lutego 2012 roku w hali Mińsk Arena została umieszczona reprezentacyjna koszulka Saleja z numerem 24.

## Wydarzenia
- 20 listopada 2010 roku odbył się 8. Konkurs Piosenki Eurowizji Junior.
- W dniach 14-16 stycznia 2011 odbył się Superfinał Pucharu Kontynentalnego 2010/11[12].
- W 2013 roku tor kolarski kompleksu był gospodarzem mistrzostw świata w kolarstwie torowym[13]
- W 2014 odbywały się hokejowe mistrzostwa świata 2014 Elity.
- 25 listopada 2018 odbył się 16. Konkurs Piosenki Eurowizji Junior.

## Galeria

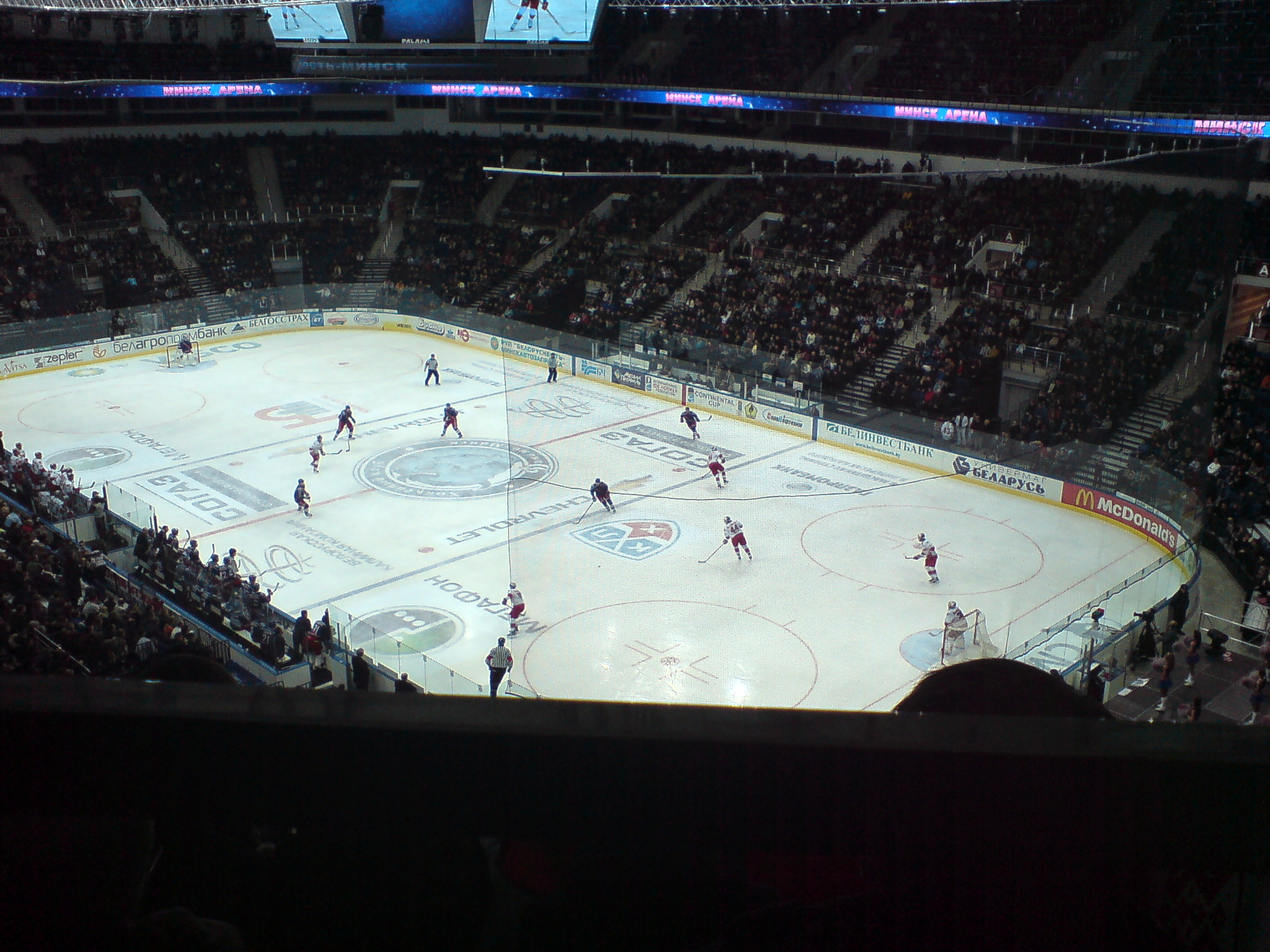
Wnętrze Mińsk-Areny
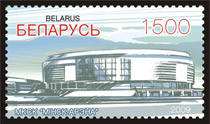
Białoruska pieczęć z budynkiem Mińsk-Areny.
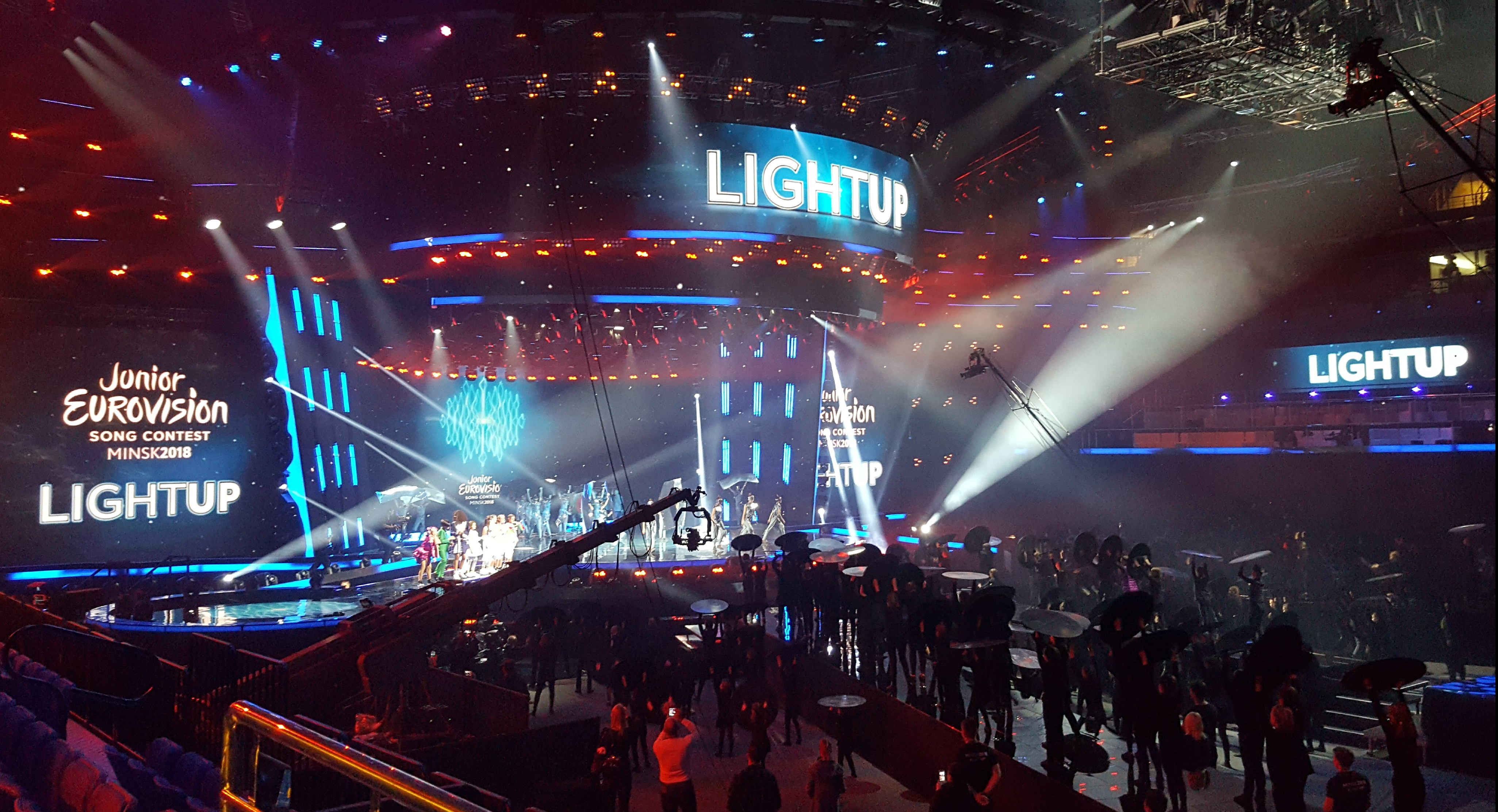
Scena 16. Konkursu Piosenki Eurowizji dla Dzieci (2018).
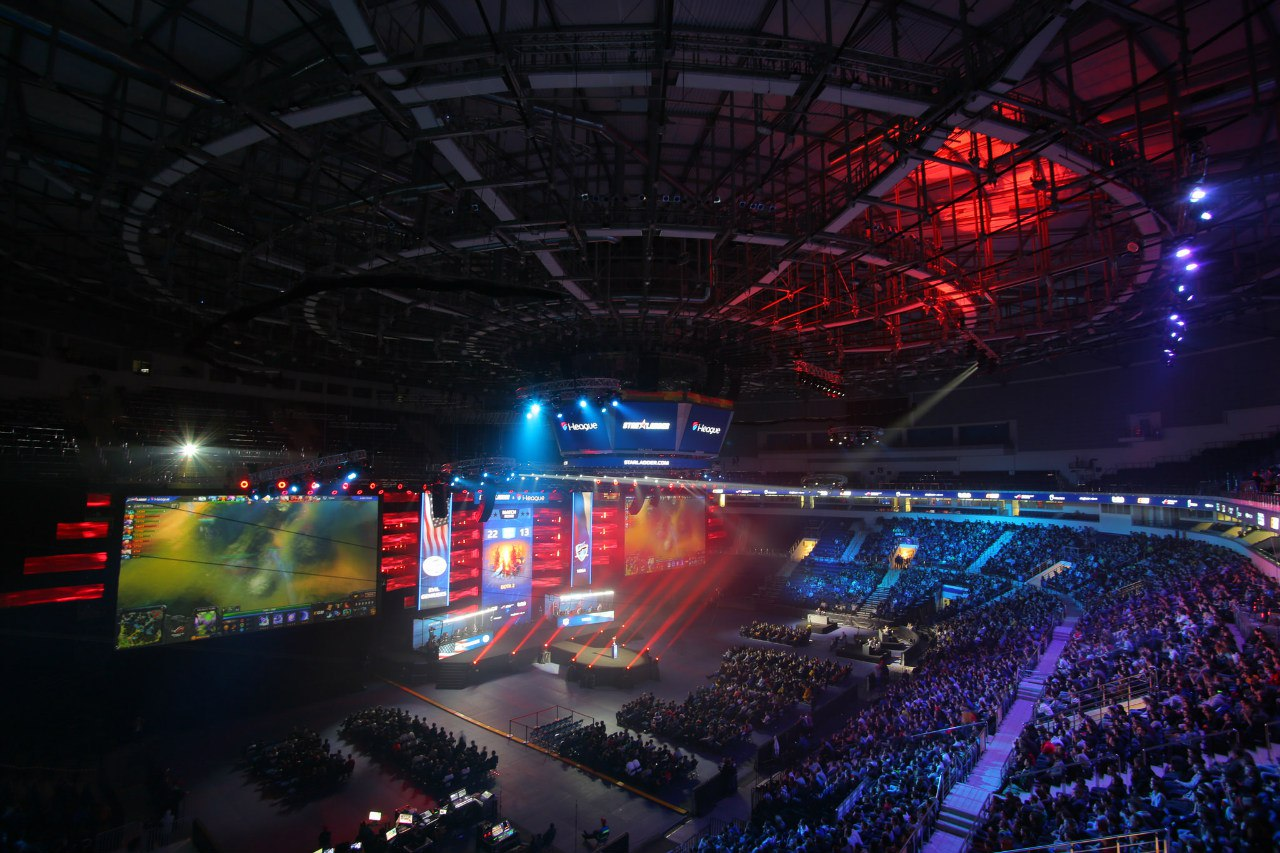
Wnętrze podczas Starladder 13